# Hello Everything
Pour les articles homonymes, voir Hello.
Albums de Squarepusher
Ultravisitor
(2004) Just a Souvenir
(2008)
Hello Everything est un album du musicien de musique électronique britannique Squarepusher, sorti en octobre 2006.

## Série numérique des singles choisie pour annoncer la sortie de l'albumHello Everything
Squarepusher, sous l'accord de Warp Records, annonçait qu'une série numérique de morceaux musicaux (un inclus dans l'album et deux inédits) et son album Hello Everything seront en vente en ligne sur bleep.com, avec leurs dates de sortie.

## Hello Everything
Hello Everything, le dixième album de Squarepusher est officiellement sorti le 16 octobre 2006 chez Warp Records.
Vacuum Tracks est un maxi-single normalement de 6 morceaux inédits conçus pour la sortie de Hello Everything, finalement cinq morceaux ont été retenus. Le mini-CD de Vacuum Tracks est également inclus dans les éditions spéciale et limitée de Hello Everything (vinyle et cd). Et on le retrouve aussi dans le cd2 (de taille normale d'un cd) de l'import japonais de Hello Everything qui est aussi en tirage limité, avec les deux inédits à la fin du cd1 en bonus.

## Pochette
Sur la pochette de l'album figurent des images de neuf instruments, dont un séquenceur Yamaha QY700, un appareil de prédilection de Squarepusher.

## Liste des morceaux
| 1/A1.  | Hello Meow                                             | 4:31  |
| 2/A2.  | Theme From Sprite                                      | 2:57  |
| 3/B1.  | Bubble Life                                            | 2:53  |
| 4/B2.  | Planetarium                                            | 6:09  |
| 5/C1.  | Vacuum Garden                                          | 6:02  |
| 6/C2.  | Circlewave 2                                           | 3:53  |
| 7/C3.  | Cronecker King                                         | 0:48  |
| 8/D1.  | Rotate Electrolyte                                     | 7:48  |
| 9/D2.  | Welcome To Europe                                      | 4:32  |
| 10/E1. | Plotinus                                               | 7:36  |
| 11/E2. | The Modern Bass Guitar                                 | 5:38  |
| 12/F.  | Orient Orange                                          | 10:54 |
| 13.    | Hanningfield Window (bonus track de l'import japonais) |       |
| 14.    | Exciton (bonus track de l'import japonais)             |       |

| 1. | 4026 Melt 1 | 3:10 |
| 2. | 4026 Melt 3 | 3:08 |
| 3. | 4026 Melt 4 | 3:25 |
| 4. | 4026 Melt 5 | 4:31 |
| 5. | 4026 Melt 6 | 5:20 |

| A1. | Welcome To Europe (Warp Records [WAP 215 DX], Royaume-Uni, 4 septembre 2006)                   |  |
| B1. | Hanningfield Window (Warp Records, [WAP 215 DY / WAP 215 DYF], Royaume-Uni, 18 septembre 2006) |  |
| B2. | Exciton (Warp Records, [WAP 215 DZ / WAP 215 DZF], Royaume-Uni, 2 octobre 2006)                |  |